# Ulrikskirken (Obertilliach)
Ulrikskirken (tysk: Pfarrkirche Hl. Ulrich) er en romersk-katolsk sognekirke i Obertilliach i Bezirk Lienz i forbundslandet Tyrol i det sydlige Østrig.
Der har været kirke på dette sted siden midten af det 15. århundrede, da den oprindelige kirke opførtes i den gotiske stil og indviedes 1452. Den nuværende sognekirke opførtes i perioden 1762–64, og er dedikeret til Sankt Ulrik. Kirken opførtes på foranledning af Franz de Paula Penz, og er udstyret med kalkmalerier fra 1783 malet brødrene Anton og Joseph fra Telfsog, og indviet af fyrstbiskoppen Grev Trapp von Brixen. Den barokke kirkes statelige udseende skyldes tidligere tiders betydning som valfartssted.